# Танталоніобати
Танталоніобати (рос. танталониобаты, англ. tantalo-niobates, нім. Tantalo-Niobate n pl) — мінерали, солі танталових (H3TaO4, H4Ta2O7, HTaO3) і ніобієвих (H3NbO4, H4Nb2O7, HNbO3) кислот. У мінералогії розглядаються як складні оксиди. Ta5+ і Nb5+ нерідко частково заміщуються Ti4+, рідше Fe3+, Sn4+, W6+. Танталоніобати відрізняються широко розвиненим ізоморфізмом як основних хімічних елементів — Nb i Ta, так і інших складових — Y, TR, Fe, Ca, U, Th. Рідкісні. Зустрічаються в ґранітних і лужних породах.